# Escola de Comunicações e Artes da Universidade de São Paulo

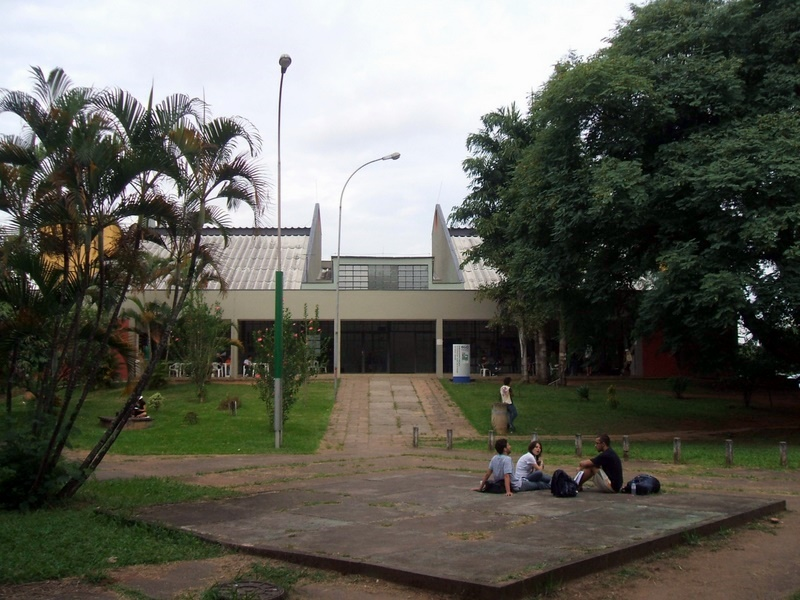
Teatro-laboratório da Escola de Comunicações e Artes

A Escola de Comunicações e Artes da Universidade de São Paulo (ou ECA-USP) é uma instituição pública de ensino superior localizada na cidade de São Paulo. Como parte da Universidade de São Paulo (USP), é considerada uma unidade de ensino, pesquisa e extensão. A ECA foi fundada em 15 de junho de 1966, e hoje é formada por oito departamentos e pela Escola de Arte Dramática (EAD). Oferece 11 carreiras distintas, nos campos da informação, da comunicação e das artes. A Escola conta também com um curso de nível técnico, para formação de atores, a Escola de Arte Dramática (EAD).

## Cursos de graduação

##### Artes Cênicas
O curso explora os campos constituintes da produção teatral – atuação, direção, cenografia, teoria, dramaturgia, crítica, história e pedagogia – oferecendo ao estudante uma formação ampla e diversificada. O sistema curricular se baseia na articulação de quatro modos de operação: disciplinas, ateliês, laboratórios e estágios. Neste formato, o aluno pode optar pela dupla titulação (bacharelado e licenciatura).

##### Artes Visuais
O Departamento de Artes Plásticas (CAP) da ECA oferece em seu curso de graduação, o Bacharelado em Artes Visuais e a Licenciatura em Artes Visuais, ambos com duração ideal de 4 anos, permitindo também, desde 2020, obter os dois títulos, em no mínimo 6 anos de estudo. Pautada na ideia de que o(a) aluno(a) não deve ter seu aprendizado estritamente direcionado pelo curso, a graduação busca oferecer uma profunda base para que ele(a) aprimore sua capacidade de pensamento visual e se torne apto(a) a materializar seus projetos artísticos em qualquer meio.

##### Audiovisual
Por meio de uma ampla abordagem das áreas de roteiro, direção, montagem, som, produção, teoria e crítica e história do audiovisual, o curso forma profissionais capazes de atuar crítica e criativamente nos mais diversos setores do ramo, tanto nos gêneros de ficção quanto de não-ficção. Para isso, a grade curricular do curso propõe uma simultaneidade entre disciplinas de caráter prático e teórico, oferecendo ao aluno um conhecimento profundo e diversificado de técnicas da produção audiovisual.

##### Biblioteconomia
O curso tem por objetivo formar profissionais aptos ao desempenho de atividades de produção, organização, mediação, acesso, uso e apropriação da informação registrada (impressa ou digital) ou da informação como ação cultural (tais como palestras, exposições, recitais).
Dentre as suas funções, destacam-se: a gestão de unidades de informação públicas ou privadas; o planejamento de ações que facilitem a busca, recuperação e disseminação da informação dentro das organizações; e o estabelecimento de políticas e estratégias que assegurem a apropriação social da informação

##### Editoração
O curso busca formar profissionais aptos a atuarem em qualquer uma das etapas da produção editorial – planejamento de produto, seleção e edição de textos, imagens e sons, redação, preparação de originais, produção gráfica, diagramação de impressos, roteirização de produtos em diferentes suportes, gravações, montagens, divulgação e comercialização –, por meio de uma abordagem teórica e prática dos processos contidos em toda a trajetória percorrida pelo livro, do autor ao leitor.

##### Educomunicação
O curso busca formar profissionais capazes de atuar como gestores de processos comunicacionais em espaços educativos. Para isso, o aluno participa de disciplinas teóricas dos campos da comunicação e da educação e desenvolve atividades práticas nas quais poderá ter contato com os processos comunicacionais e produções em meios impressos, digitais ou audiovisuais.

##### Jornalismo
O curso forma profissionais capazes de atuar em todos os espaços de difusão de notícias e, ainda, no assessoramento de processos comunicacionais entre empresas e o público externo. Busca desenvolver no aluno não só os conhecimentos técnicos e teóricos indispensáveis para o exercício da profissão, com ênfase nos jornais laboratórios, mas também noções de ética que pautarão suas ações no mercado de trabalho.

##### Música
São cinco modalidades de cursos na graduação em Música: Licenciatura em Música e os Bacharelados em Regência, Composição, Canto e Instrumento (Sopro, Cordas, Cordas Dedilhadas, Percussão e Teclado). Sua grade curricular possibilita uma formação profunda e sólida, tanto no que tange ao conhecimento prático em música e seus desdobramentos, quanto em relação às bases técnicas, teóricas e históricas, atendendo as demandas do conhecimento musical contemporâneo, no qual interferem ainda outros campos do conhecimento.

##### Publicidade e Propaganda
O curso passa por todas as áreas de atuação de um publicitário, buscando formar profissionais que possam desenvolver uma campanha de comunicação em todas as suas etapas, desde a definição de objetivos de marketing, elaboração de briefing e planejamento, até a criação publicitária e o relacionamento com as mídias.

##### Relações Públicas
O curso é organizado em três eixos principais: humanístico, comunicacional e técnico-profissional. Busca, com isso, formar gestores de comunicação capazes não somente de refletir sobre as suas atividades no contexto de uma organização, mas também de atuar de forma estratégica nas empresas, a partir de uma profunda compreensão do fenômeno comunicacional em suas variadas dimensões.

##### Turismo
O curso forma profissionais para atuar em órgãos públicos ou na iniciativa privada, no planejamento, organização e implantação de ações de desenvolvimento turístico, de forma sustentável e diferenciada, a partir de uma compreensão do turismo tanto como fenômeno social e cultural quanto como atividade econômica para Estados e municípios.

## Biblioteca da ECA
A Biblioteca da ECA existe desde que a Escola de Comunicações e Artes da USP foi criada, em 1966. Inicialmente, era vinculada à antiga Biblioteca Central da USP. Foi transferida ao Departamento de Biblioteconomia e Documentação (CBD) da ECA em 1970 e tornou-se independente desse Departamento em 1973.
Em maio de 1970 foi inaugurada oficialmente, abrindo suas portas com cerca de 1.000 livros e 50 títulos de periódicos, como noticiado num jornal estudantil da época. 
Em junho, julho e setembro do mesmo ano, incorporou, respectivamente, as doações de Francisco Matarazzo Sobrinho, constituída  por livros de arte; a Biblioteca da Escola de Arte Dramática, contendo livros, periódicos, peças e programas de teatro; a hemeroteca do Departamento de Jornalismo e Editoração, composta de revistas e recortes de jornais.

### Acervo: diversidade e experimentação
A Biblioteca da ECA sempre se caracterizou pela presença de coleções de audiovisuais e outros documentos diferentes dos acervos típicos de bibliotecas universitárias, como filmes, discos, partituras, fotografias, slides, catálogos de exposições de artes, recortes de jornais, peças teatrais não publicadas, histórias em quadrinhos e outros. Um acervo diversificado, fundamental para apoiar e complementar o amplo universo de atividades de ensino, pesquisa e extensão desenvolvidas na ECA. 
Foram criados setores para agrupar e organizar as diversas coleções e oferecer atendimentos especializados. Em 1972 foi criada a Fonoteca, com um acervo de discos, partituras e fitas cassetes e, em 1978, a Filmoteca, que mantinha os filmes produzidos pelos alunos do Departamento de Cinema, Rádio e TV e, posteriormente, incorporou acervos de vídeos, DVDs, fotografias e slides. 
A Biblioteca da ECA tornou-se pioneira na organização de documentos audiovisuais e musicais, desenvolvendo metodologias específicas para o tratamento desse tipo de coleção. Essa experiência foi compartilhada por meio da publicação de dois manuais, hoje disponíveis no Portal de Livros Abertos da USP: Manual de catalogação de partituras e Manual de catalogação de filmes. 
Em 1988 foi aberto ao público o setor de Histórias em Quadrinhos, cujo núcleo central era a coleção de revistas raras do Museu de Imprensa "Júlio de Mesquita Filho”, do Departamento de Jornalismo, doada à Biblioteca em 1983.

### Documentação
Nas décadas de 1970 e 1980, a equipe da Biblioteca da ECA dedicou-se à elaboração de bibliografias especializadas, em parceria com outras instituições da área, entre as quais: Boletim de Documentação Musical (1977 a 1981); Catálogos de obras (de compositores brasileiros), série publicada pelo Ministério das Relações Exteriores; Bibliografia da música brasileira: 1977 a 1984, com o Centro Cultural São Paulo; Bibliografia da dramaturgia brasileira, com o Museu Lasar Segall. Muitos levantamentos bibliográficos foram realizados para apoiar eventos da Escola e publicados pela própria Biblioteca, como as bibliografias sobre o expressionismo, sobre Glauber Rocha e outras.

### Inovação
A Biblioteca desenvolveu serviços de caráter inovador, entre os quais se destacou o Serviço de Difusão de Partituras (SDP), criado em 1978 e voltado à publicação e distribuição de partituras inéditas de compositores brasileiros. O manuscrito era depositado pelo autor na Biblioteca, que enviava cópias aos interessados, recolhendo um valor simbólico destinado ao compositor. Assim, de forma quase artesanal, a Biblioteca contribuía para amenizar as dificuldades de acesso a partituras de autores brasileiros contemporâneos.

## Observatório de Histórias em Quadrinhos
O Observatório de Histórias em Quadrinhos, anteriormente conhecido como Núcleo de Pesquisas de Histórias em Quadrinhos ou NPHQ, é  um núcleo de pesquisa sobre histórias em quadrinhos (também conhecidas como HQs) em uma universidade do Brasil. Fica na Escola de Comunicações e Artes da USP (ECA-USP), e se caracteriza por ser um núcleo interdisciplinar.
Tem reuniões mensais abertas a interessados na pesquisa acadêmica sobre histórias em quadrinhos. Normalmente, o grupo estuda um livro da área ou recebe palestras de pesquisadores que realizaram alguma tese sobre o assunto, como um mestrado ou doutorado.

### História
Criado em 1990, inicialmente o núcleo era composto pelos professores Álvaro de Moya, Antônio Luiz Cagnin e Waldomiro Vergueiro. Este último, com formação em Biblioteconomia, hoje é professor titular na ECA, cargo máximo na hierarquia docente, e vem desempenhando a função de coordenador do NPHQ desde sua fundação.
Posteriormente, também passaram a colaborar professores de outras universidades ou núcleos de pesquisas, como o Prof. Araújo (da FAAP e Faculdades Santa Marcelina), Regina Giora (da Universidade Mackenzie), Glória Kreinz (do Núcleo de Divulgação Científica "José Reis") e Roberto Elísio dos Santos (do Centro Universitário Municipal de São Caetano do Sul), que hoje ocupa a função de vice-coordenador.
Possui um acervo com HQs de diversos países, porém não é aberta ao público, apenas para pesquisadores da Universidade. Os títulos podem ser pesquisados no site, também possível acessar edições digitais da revista Quadreca, fundada na década de 1970 pela professora Sônia Luyten. Em 2011, realiza a I Jornadas Internacionais de Histórias em Quadrinhos. Em 2013, durante a segunda edição do evento, são lançados três livros pela Criativo Editora: Os Pioneiros no Estudo de Quadrinhos no Brasil, Intersecções Acadêmicas – Panorama das Primeiras Jornadas Internacionais de Histórias em Quadrinhos e Histórias em Quadrinhos e Práticas Educativas, no ano seguinte, a editora inaugura um selo em parceria com o Observatório.